# Schœneck
Schœneck (Duits: Schöneck in Lothringen) is een gemeente in het Franse departement Moselle (regio Grand Est). De plaats maakt deel uit van het arrondissement Forbach-Boulay-Moselle. Schœneck telde op 1 januari 2022 2.442 inwoners.
Tot 22 maart 2015 was de gemeente onderdeel van het kanton Stiring-Wendel. Op die dag werd het aan het kanton Forbach toegevoegd.

## Historie
Zie heerlijkheid Schœneck.

## Geografie
De oppervlakte van Schœneck bedroeg op 1 januari 2022 4,06 vierkante kilometer; de bevolkingsdichtheid was toen 601,5 inwoners per km².

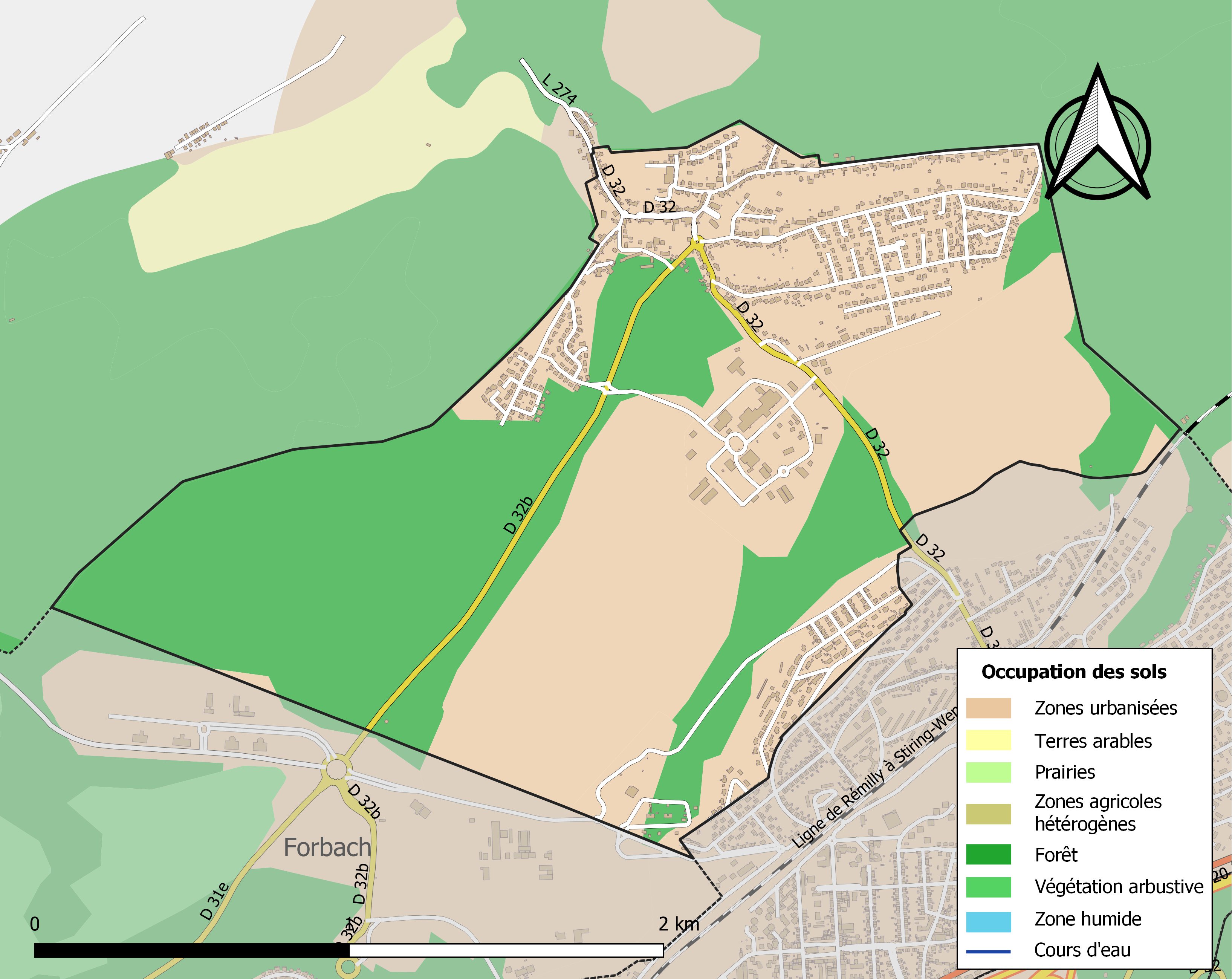
Kaart van de gemeente met de belangrijkste infrastructuur, bodemgebruik en omliggende gemeenten

## Demografie
Onderstaande figuur toont het verloop van het inwonertal (bron: INSEE-tellingen).